# Rasmus Festersen
Rasmus Kanstrup Festersen (født 26. august 1986) er en tidligere dansk professionel fodboldspiller, der senest spillede for Odense Boldklub. Hans primære position på banen er i det offensive spil som angriber eller offensiv midtbanespiller. Han stoppede sin fodboldkarriere i udgangen af 2018/2019-sæsonen. Derefter blev han PR- og kommunikationsdirektør i en software-virksomhed og efterfølgende kommerciel direktør og vicedirektør.
Festersen er i dag ansvarlig for at tiltrække internationale investeringer og virksomheder til Odense som Investment Manager i Odense Kommune

## Karriere

### Silkeborg IF
Efter et tre ugers træningsophold i Silkeborg IF i sommeren 2007 valgte klubben at skrive en fuldtidskontrakt med spilleren. Han debuterede for SIF på udebane mod Boldklubben Frem i Valby Idrætspark den 26. august 2007. Rasmus Festersen har tidligere spillet for Nørskovlund IF, Kjellerup IF.

### FC Vestsjælland (2008-2012)
Han blev i januar 2008 solgt videre til Slagelse Boldklub & Idrætsforening, der kort efter skiftede navn til FC Vestsjælland. Han stoppede i klubben i efter sæsonen 2011/12 for at studere og spille fodbold i Melbourne, Australien.

### Oakleigh Cannons (2012-2013)
Fra sommeren 2012 til udgangen af 2012 spillede Festersen for Oakleigh Cannons FC i den næstbedste australske række.

### FC Vestsjælland (2013-2015)
Efter opholdet i Australien vendte Festersen i januar 2013 tilbage til FC Vestsjælland, hvor han med 12 optrædener og 3 mål i foråret var med til at sikre klubbens første oprykning til Superligaen i sommeren 2013. I FC Vestsjællands første sæson i den bedste danske række lykkedes det Festersen at score fem mål, mens det blev til 10 mål i sæsonen 14/15. Han skiftede d. 3/7 2015 til Odense Boldklub.

### Odense Boldklub (2015-2019)
Odense Boldklub valgte at hente Rasmus Festersen i sommeren 2015 i en handel til en værdi på ca. 3 millioner kroner.
Klubben meddelte i slutningen af januar 2019, at Festersen ved udgangen af 2018-19-sæsonen ville stoppe sin karriere.

## Titler og hæder
Rasmus Festersen blev af DR sporten og spillerforeningen kåret som Årets Profil i 2. division øst i 2008.